# Ganisa monotonica
Ganisa monotonica är en fjärilsart som beskrevs av Embrik Strand 1924. Ganisa monotonica ingår i släktet Ganisa och familjen Eupterotidae. Inga underarter finns listade i Catalogue of Life.